# Domingo Savio (Misiones)
Domingo Savio es una localidad argentina ubicada en el departamento San Ignacio de la Provincia de Misiones. Depende administrativamente del municipio de San Ignacio, de cuyo centro urbano dista unos 17 km.
Cuenta con una sede del Registro de las Personas, desde donde se atiende a residentes de Invernadero, Tarefero e Isolina, incluida la comunidad mbya Katupyry.

## Vías de acceso

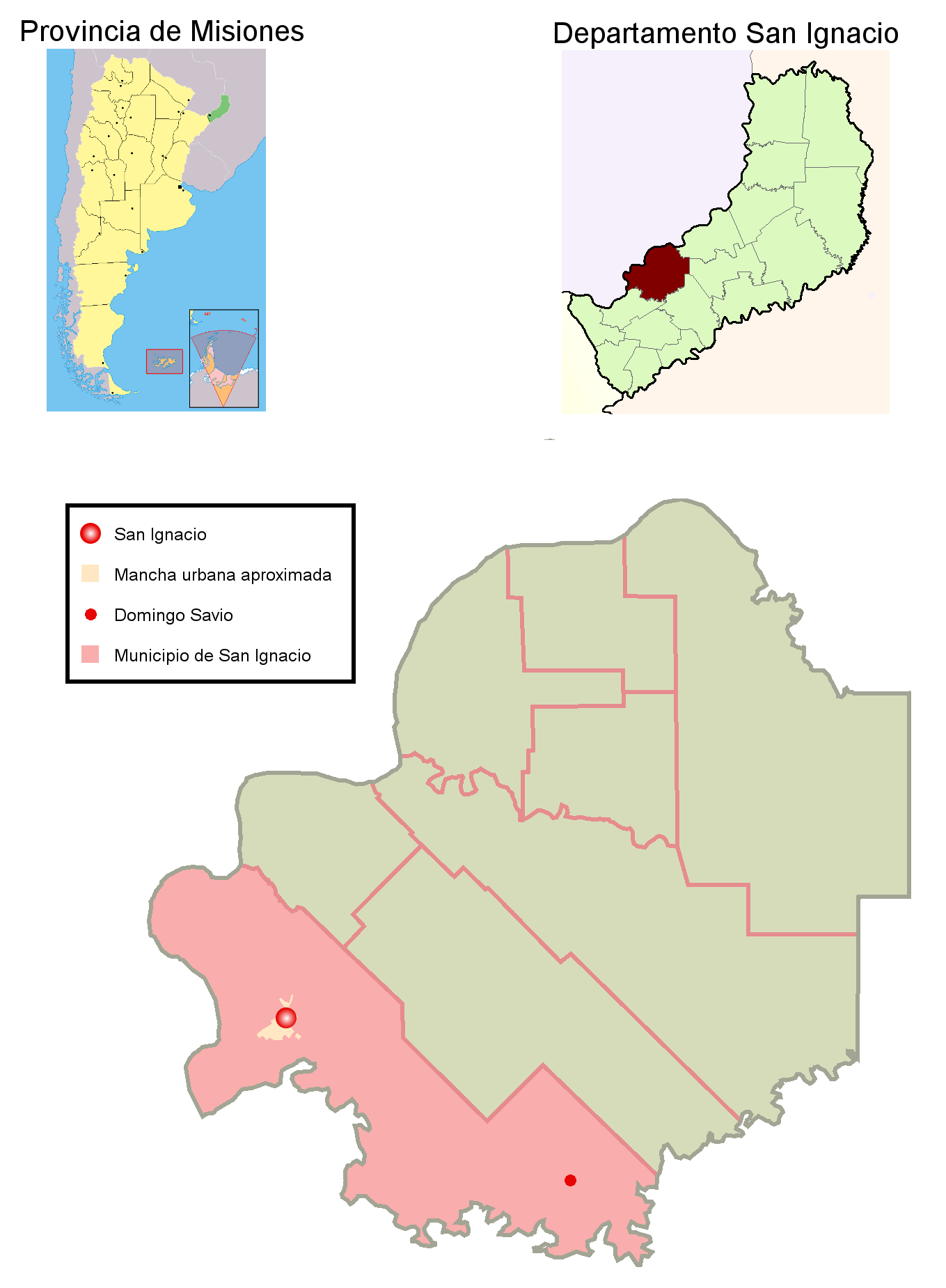
Domingo Savio en el mapa del departamento San Ignacio de la Provincia de Misiones.

Se accede a ella a través de la Ruta Provincial 210, que la vincula al noroeste con la Ruta Nacional 12 y San Ignacio, y al sudeste con Colonia Alberdi y Oberá.